# مسابقات یوفا
فوتبال اروپا اصطلاحی است که معرف رقابت‌های بین‌المللی فوتبال بین کشورهای اروپایی در سطوح باشگاهی و ملی می‌باشد. این رقابت‌ها زیر نظر یوفا در حال برگزاری است. مهمترین مسابقاتی که هم‌اکنون در حال برگزاری می‌باشند عبارتند از:
- لیگ قهرمانان اروپا
- لیگ اروپا
- سوپرجام اروپا
- لیگ قهرمانان اروپای زنان
- لیگ کنفرانس اروپا